# Munkbrarupau
Die Munkbrarupau (dänisch: Brarup Å) ist ein Bach in den Gemeinden Hürup, Wees, Munkbrarup und Glücksburg im Kreis Schleswig-Flensburg im Norden der Halbinsel Angeln in Schleswig-Holstein. Die Munkbrarupau entspringt in einem kleinen Gehölz wenige Meter südlich der Straße Moorweg zwischen den beiden Ortsteilen Altmaasbüll und Rüllschau der Gemeinde Hürup. Sie mündet nach 10,5 km in Glücksburg in die Schwennau.
Im Digitalem Gewässerkundlichem Flächenverzeichnis (DGFV) des Landesamtes für Landwirtschaft, Umwelt und ländliche Räume des Landes Schleswig-Holstein (LLUR) hat die Munkbrarupau die Gewässernummer 30 im Bearbeitungsgebiet Flensburger Förde mit der Nummer 23. Ihr Einzugsgebiet besteht aus den Teilgebieten mit den Nummern 9611942 und 9611943 und hat eine Größe von 16,53 km².

## Verlauf

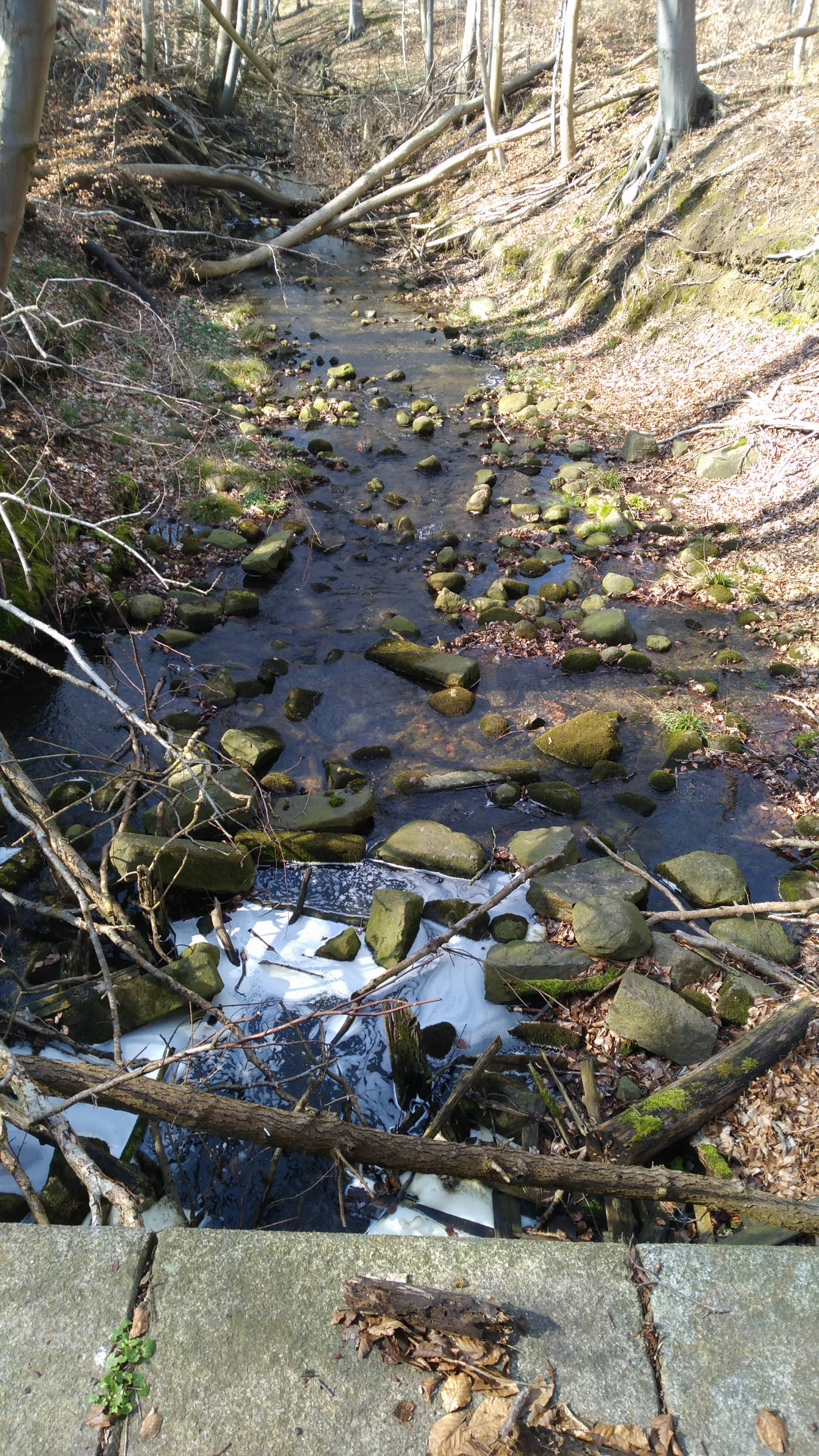
Bild 1: Die Munkbrarupau verlässt den Glücksburger Schlossteich

Die Quelle der Munkbrarupau liegt in einem ehemaligen Moor mit dem Namen Lundmoor in der Gemeinde Maasbüll. Dieses ist im Zwanzigsten Jahrhundert weitgehend trockengelegt worden. Im Zuge dieser Maßnahmen ist der Bachlauf zwischen Rühlschau und dem Süden des Ortsteils Rosgaard der Gemeinde Wees und dann wieder innerhalb Rosgaards in das Drainagesystem der landwirtschaftlichen Nutzflächen eingebunden worden und an der Oberfläche nur auf kurzen Strecken noch sichtbar. Kurz hinter Rosgaard mündet der erste größere Wasserlauf, der Polldammer Wasserlauf, von rechts in die Munkbrarupau. Danach fließt die Munkbrarupau in einem breiten Tal weiter in Richtung Munkbrarup nach Osten. In der feuchten Senke wendet sich der Lauf Richtung Norden, wo von Osten ein weiterer Bach (Gewässernummer 87) in die Munkbrarupau mündet, der sein Wasser aus dem südlich gelegenen Süderholz bezieht. Nach 200 m verengt sich das Tal auf weniger als 50 m Breite mit beiderseits steilen Böschungen, unterquert am westlichen Ortsrand von Munkbrarup zunächst die Landesstraße L 268 und kurz danach die Bundesstraße B 199. Dahinter wendet sich der Lauf nach Osten in ein schmales bewaldetes Tal. Der bis hierhin kanalisierte Bach mäandriert jetzt frei durch Auen und Laubwäldern in einem Bogen Richtung Norden bis zur Landesstraße L 96. Diese wird vom Bachlauf unterquert. Unmittelbar hinter der Unterquerung verläuft er Richtung Osten parallel zur Landesstraße durch einen versumpften Bruchwald, um nach 500 Metern in den Mühlenteich (auch Rüder See genannt) der Gemeinde Glücksburg zu münden. Der Mühlenteich hat eine Länge von 2 km und staut das Wasser der Munkbrarupau mit einem Wehr an der Schlossallee in Glücksburg auf. Hinter dem Wehr speist das Wasser den Schlossteich des Schlosses Glücksburg. Die Munkbrarupau verlässt den Schlossteich am Westufer durch ein Rohr im Teichwall, siehe Bild 1, fließt durch den Schlosswald und mündet nach 230 Metern in die Schwennau.
| Gewässer-nummer | Gewässername                      | Anlagenart                                                     | Lage Lange / Breite         | Lauflänge in [km] | Bemerkung                                                                               |
| --------------- | --------------------------------- | -------------------------------------------------------------- | --------------------------- | ----------------- | --------------------------------------------------------------------------------------- |
| 30              | Munkbrarupau                      | Kontrollschacht                                                | 54° 46′ 51″ N, 9° 31′ 38″ O | 0                 | Quelle im Bruchwald vom Lundmoor in Maasbüll                                            |
| 30              | Munkbrarupau                      | Rohrleitung ⌀ 0,3 m                                            | 54° 46′ 52″ N, 9° 31′ 36″ O | 0,06610           | Unterquerung des Moorwegs                                                               |
| 30              | Munkbraruau                       | Graben, 1,5 m tief, mittlere Sohlbreite 0,6 m                  | 54° 46′ 57″ N, 9° 31′ 20″ O | 0,41261           | oberirdisch mit Buschfaschinen rechts und links                                         |
| 30              | Munkbrarupau                      | Rohrleitung ⌀ 0,5 m                                            | 54° 47′ 25″ N, 9° 31′ 45″ O | 1,61762           | Ende der Rohrleitung                                                                    |
| 30              | Munkbrarupau                      | Graben, 0,6 m tief, mittlere Sohlbreite 0,5 m                  | 54° 47′ 32″ N, 9° 32′ 9″ O  | 2,13522           | oberirdisch bis zur L 96                                                                |
| 30              | Munkbrarupau                      | Rohrleitung ⌀ 0,5 m / 0,6 m                                    | 54° 47′ 39″ N, 9° 32′ 33″ O | 2,63347           | Rohrleitung durch Rosgaard                                                              |
| 30              | Munkbrarupau                      | Graben, 2 m tief, mittlere Sohlbreite 1,5 m, je 1,5 m Böschung | 54° 47′ 38″ N, 9° 32′ 47″ O | 2,89647           | oberirdisch mit Buschfaschinen rechts und links, Einmündung des Polldammer Wasserlaufes |
| 30              | Munkbrarupau                      | Graben, 2 m tief, mittlere Sohlbeite 3 m                       | 54° 49′ 24″ N, 9° 34′ 10″ O | 7,72              | Eintritt in den Mühlenteich                                                             |
| 30              | Mühlenteich (Rüder See)           | angestauter Teich                                              | 54° 49′ 50″ N, 9° 32′ 44″ O | 9,56              | Austritt aus dem Mühlenteich                                                            |
| 30              | Munkbrarupau                      | Rohrleitung                                                    | 54° 49′ 51″ N, 9° 32′ 43″ O | 9,7               | Eintritt in den Schlossteich Glücksburger Schloss                                       |
| 30              | Schlossteich Glücksburger Schloss | angestauter Teich                                              | 54° 49′ 51″ N, 9° 32′ 27″ O | 10,27             | Austritt aus dem Schlossteich                                                           |
| 30              | Munkbrarupau                      | Graben, 2 m tief, mittlere Sohlbeite 1,5 m                     | 54° 50′ 9″ N, 9° 32′ 16″ O  | 10,51             | Mündung in die Schwennau                                                                |

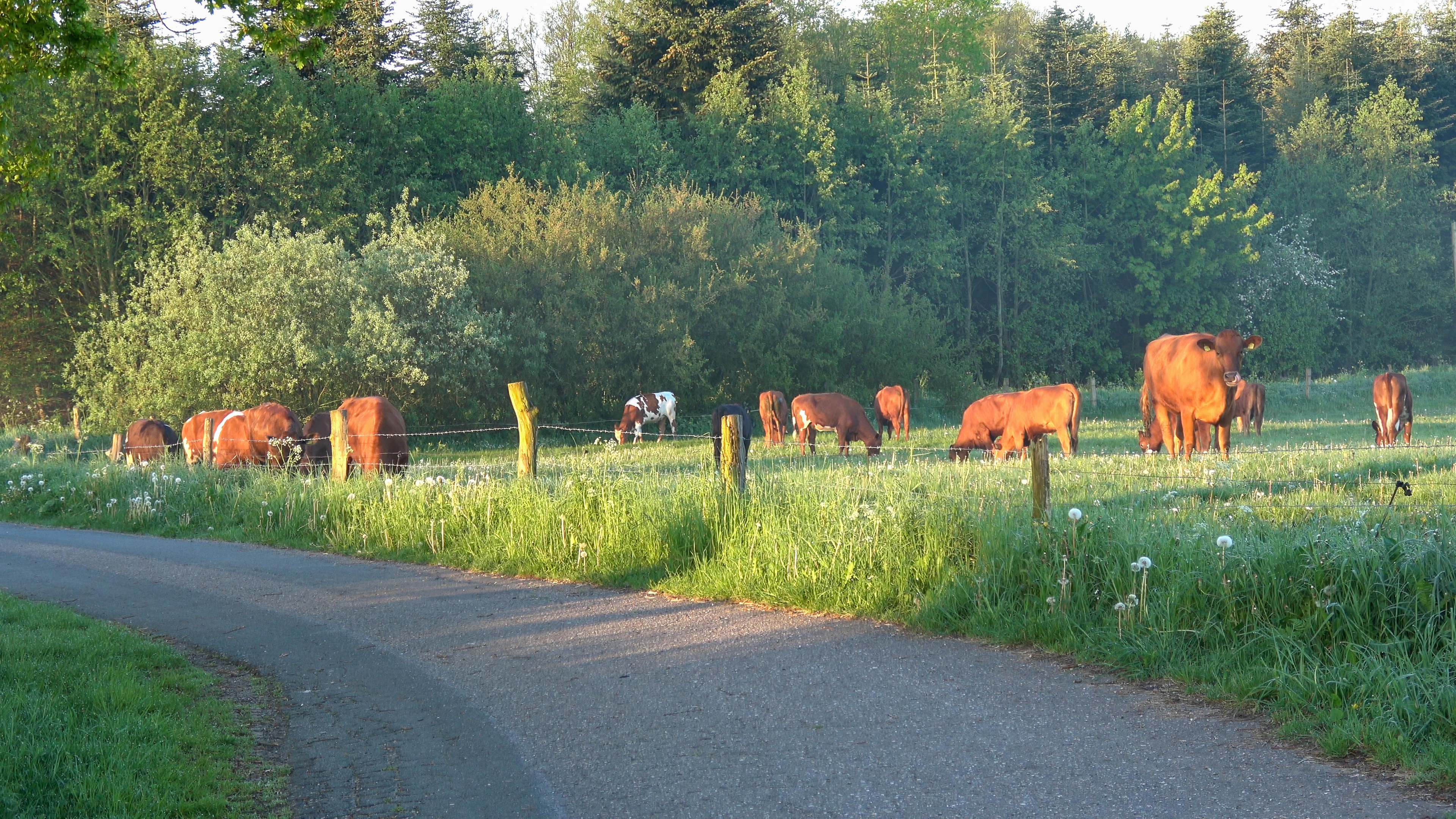
Quellwald der Munkbrarupau in Maasbüll am Moorweg. Flusskilometer 0,06
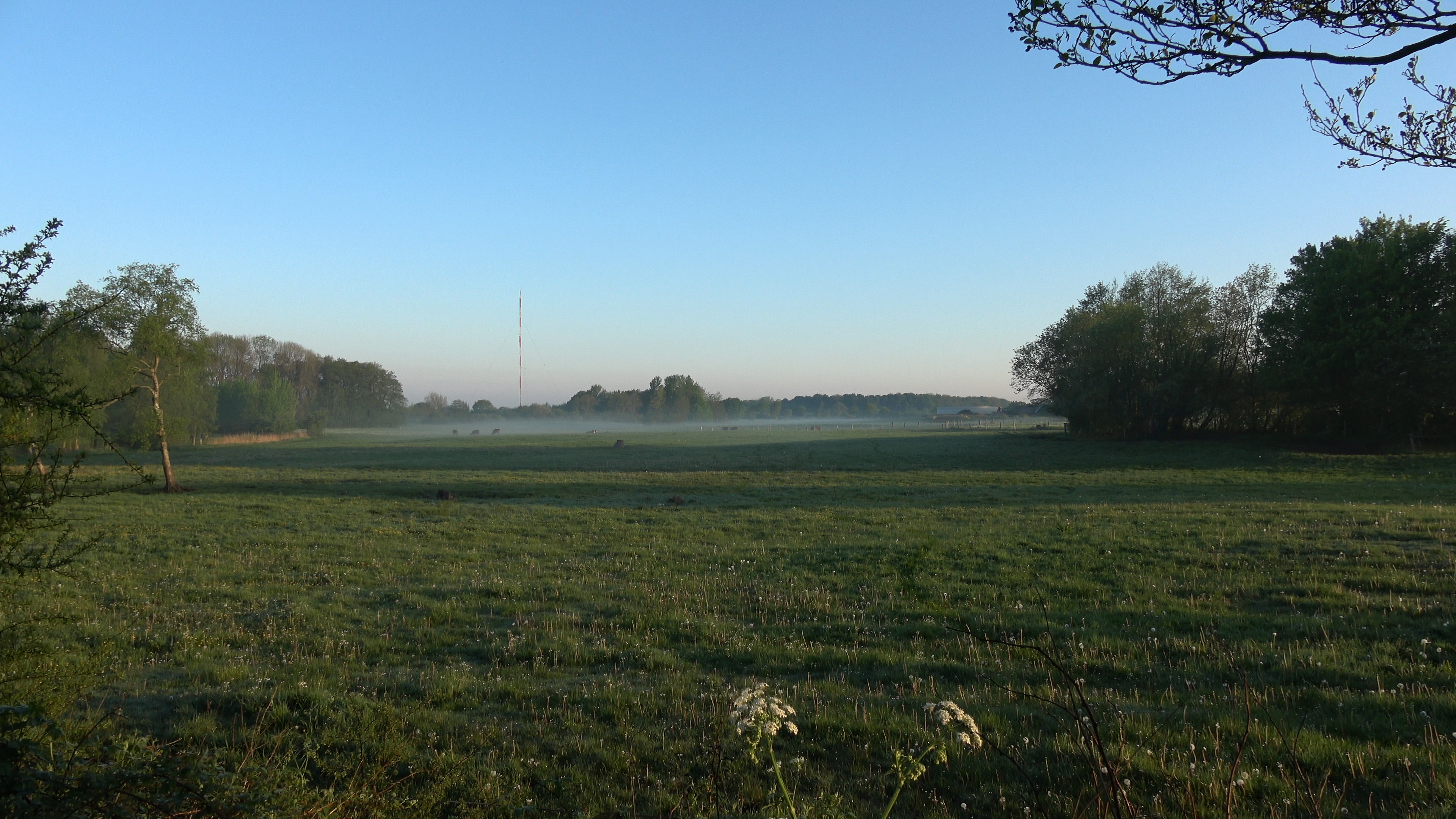
Tal der Munkbrarupau zwischen Maasbüll und Rühlschau
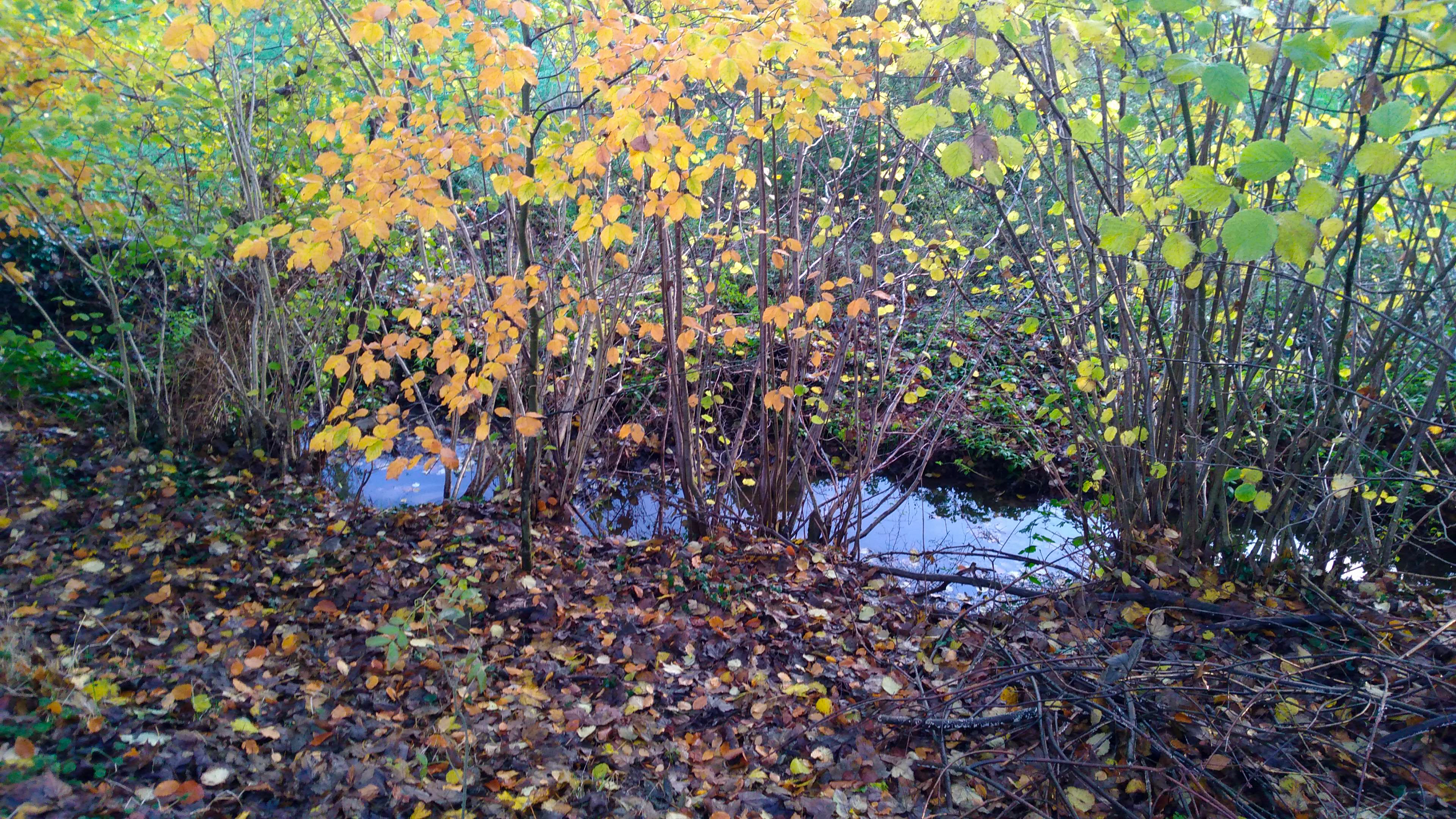
Oberlauf der Munkbrarupau westlich von Rosgaard. Flusskilometer 1,7
- Oberlauf der Munkbrarupau westlich von Rosgaard. Flusskilometer 1,7
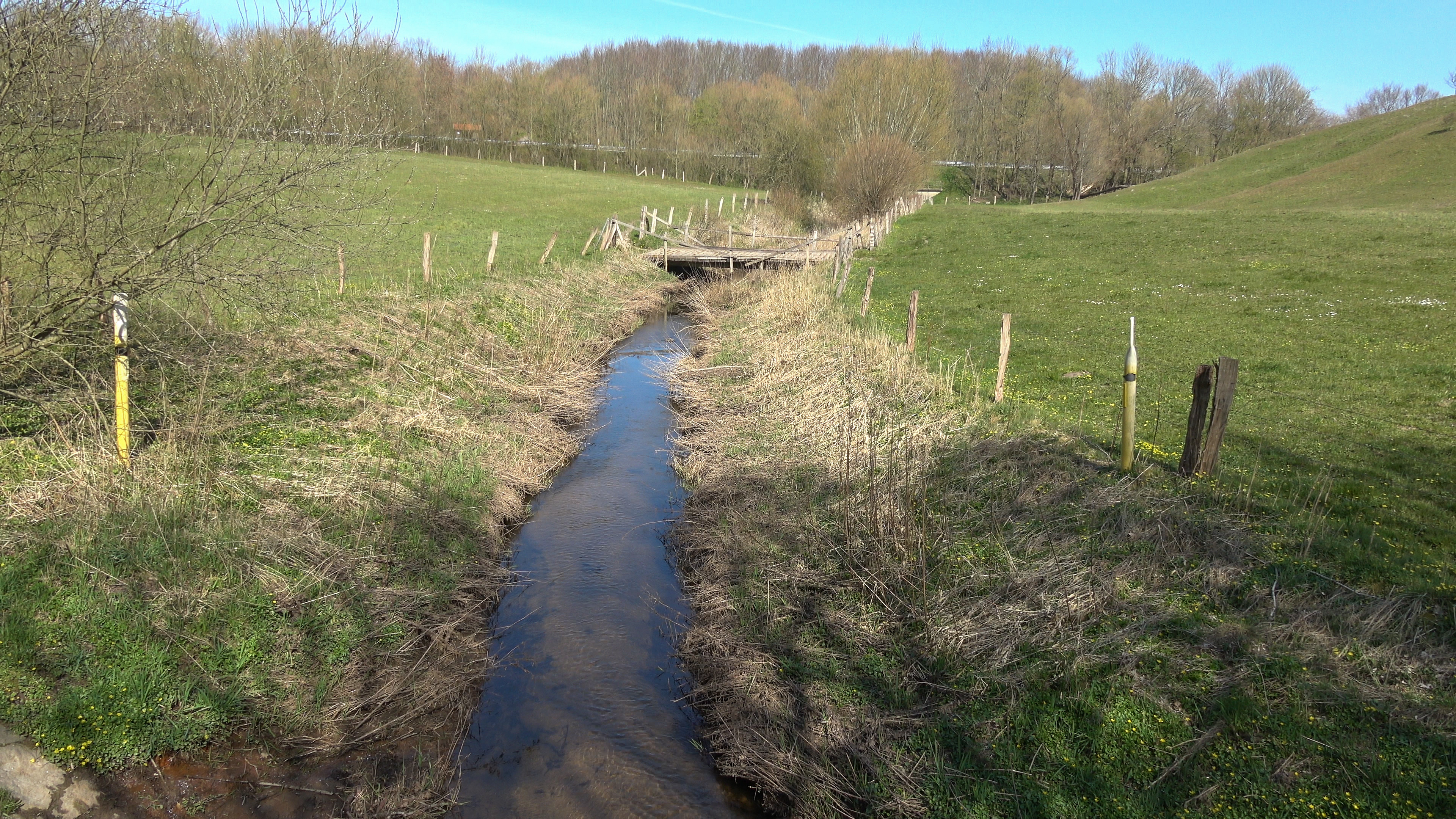
Munkbrarupau in Munkbrarup vor der Unterquerung der B 199
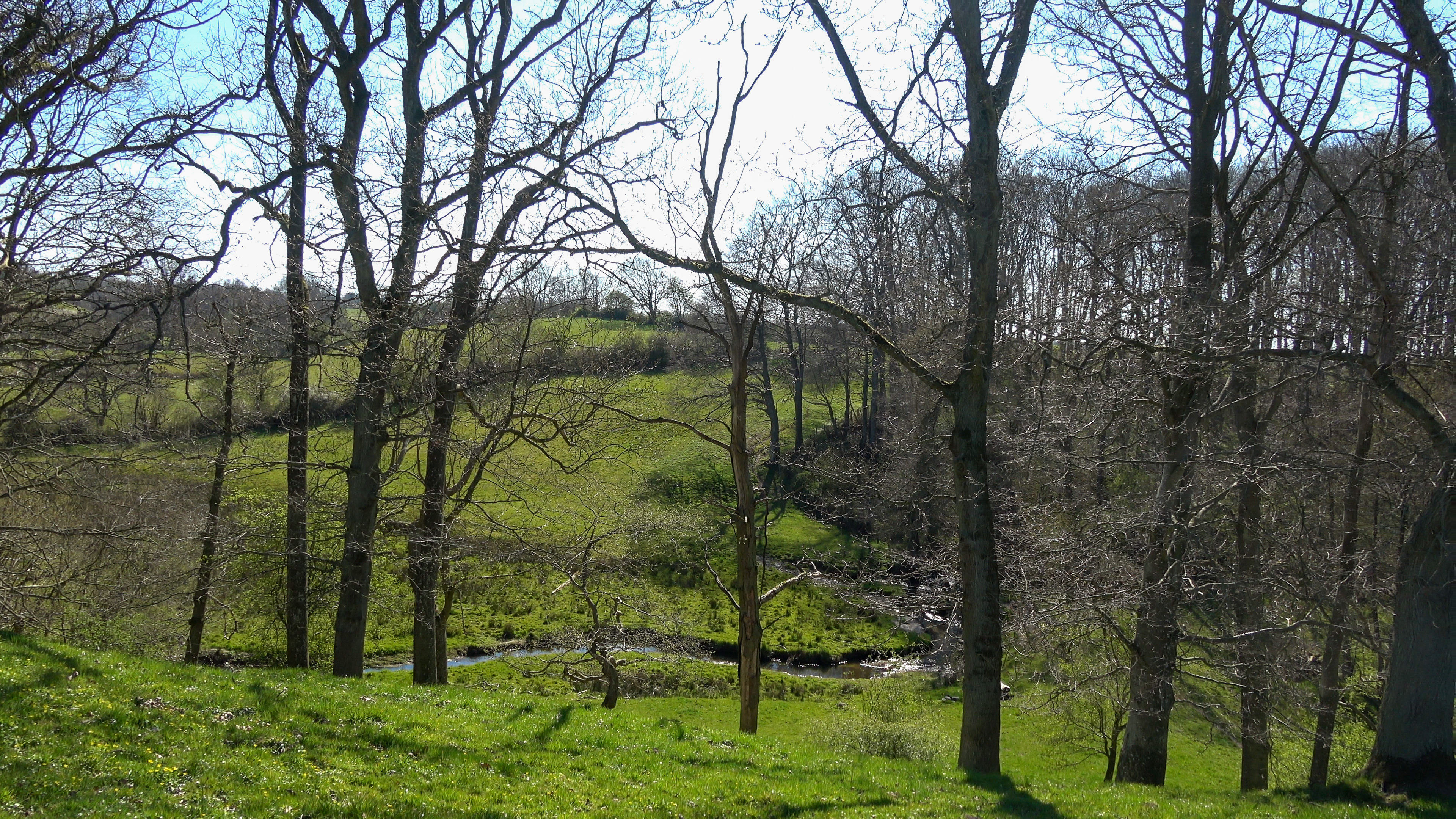
Tal der Munkbrarupau zwischen B 199 und L 96
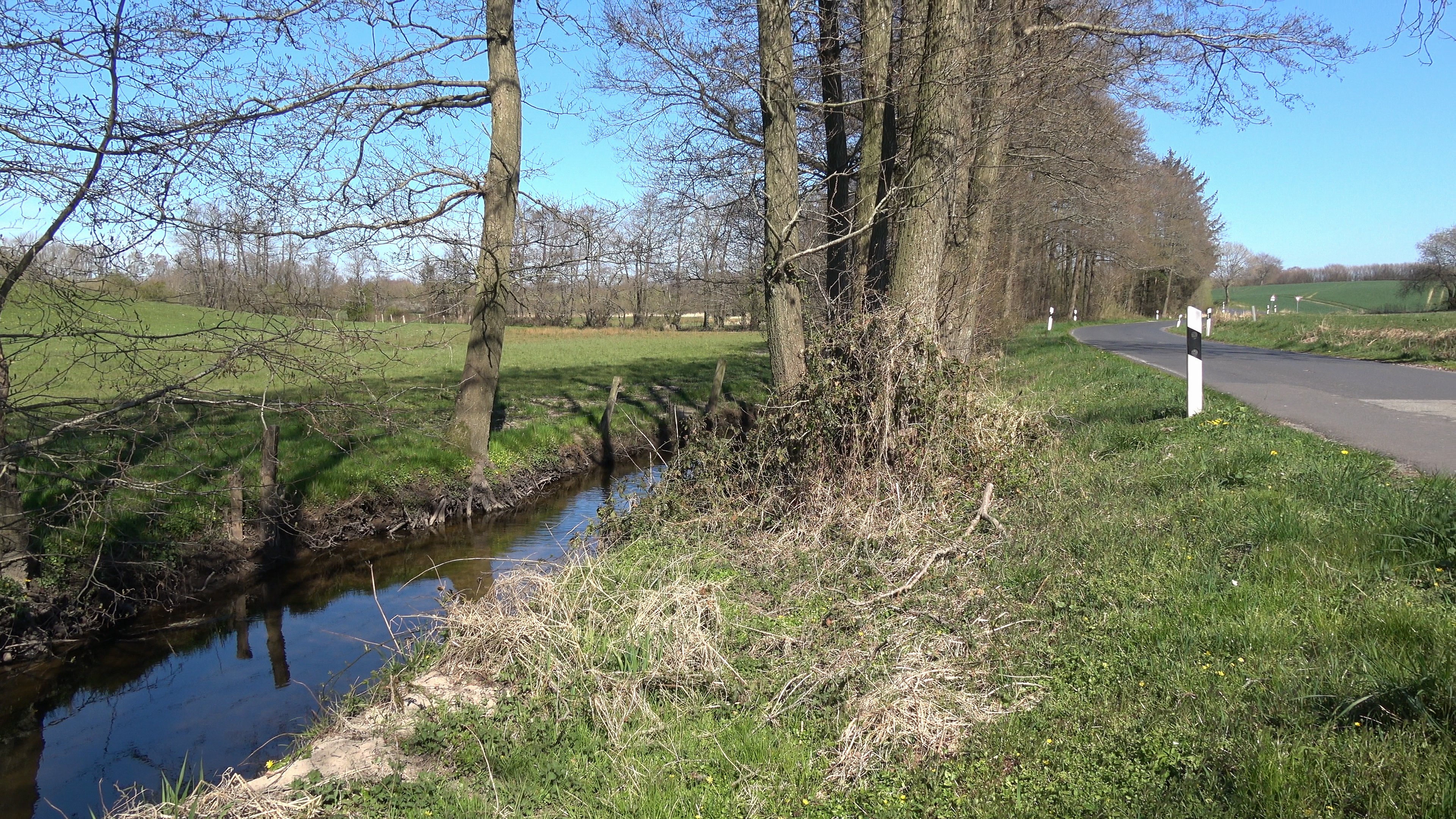
Munkbrarupau nach der Unterquerung der L96 vor Rüde
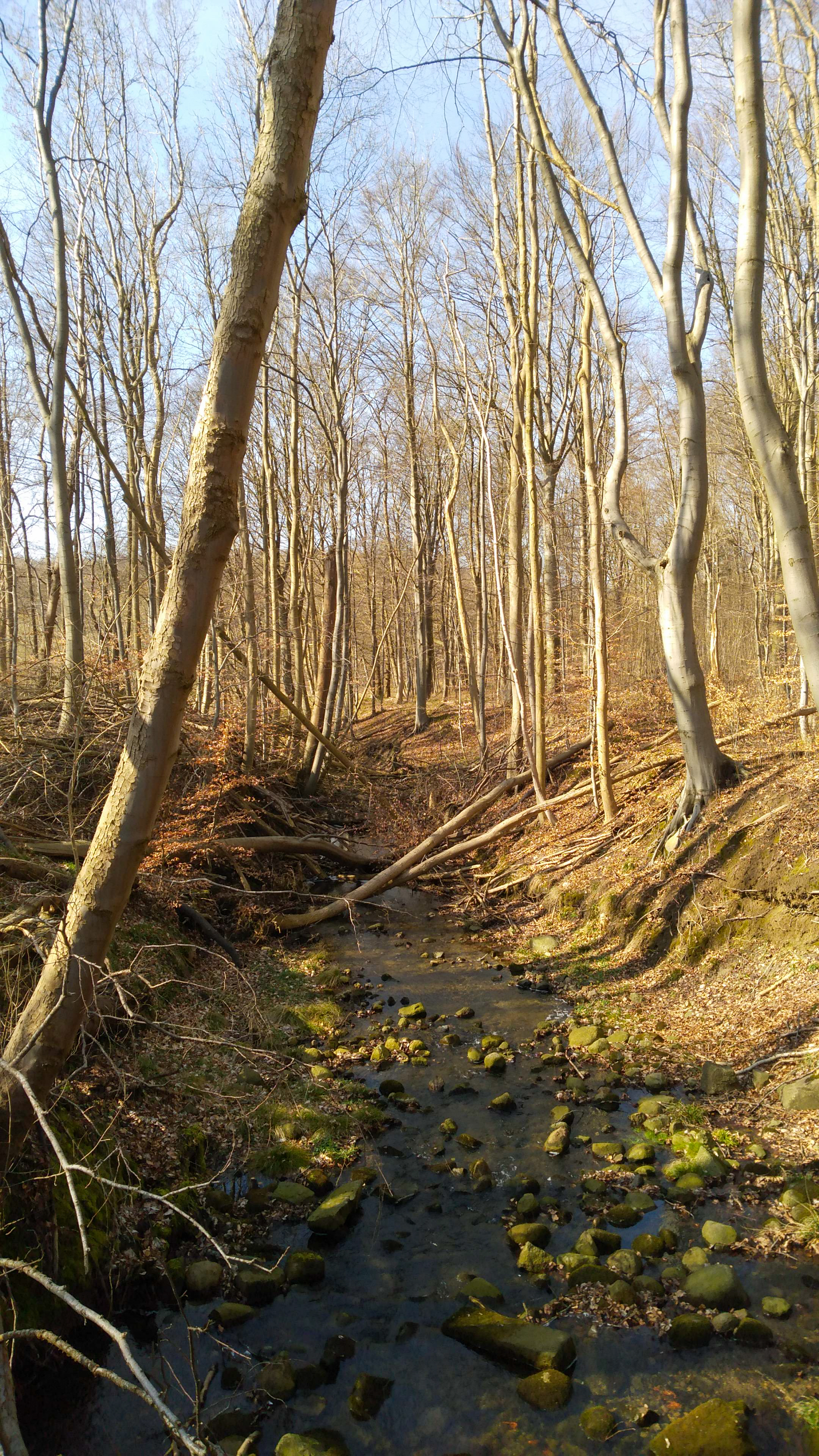
Munkbrarupau nach dem Verlassen des Glücksburger Schlossteiches. Flusskilometer 10,27

## Einzugsgebiet
Die Munkbrarupau wird im Wasserkörper- und Nährstoffinformationssystem Schleswig-Holstein in zwei Wasserkörper unterteilt:
1. Wasserkörper Munkbrarupau OL mit dem Code ff_03_a für den Oberlauf, Bearbeitungsgebiet Flensburger Förde[9]
2. Wasserkörper Munkbrarupau UL mit dem Code ff_03_b für den Unterlauf, Bearbeitungsgebiet Flensburger Förde[10]

Beide Wasserkörper werden vom Wasser- und Bodenverband Munkbrarupau verwaltet.

### Munkbrarupau Oberlauf (OL)
Der Oberlauf der Munkbrarupau im Wasserkörpersteckbrief stimmt nicht mit dem oben beschriebenen historischen Verlauf überein. Der Wasserkörper Munkbrarupau OL beginnt mit dem Gesamtverlauf des Polldammer Wasserlaufes von dessen Quelle bei Husbymühle (Lage) bis zum Eintritt in die Munkbrarupau (Lage) und endet mit der Unterquerung der L 268 in Munkbrarup (Lage).
| Gewässer-Nr. | Gewässername          | Anlagenart                                  | Lage Länge / Breite         | Lauflänge [km] | Bemerkung                              |
| ------------ | --------------------- | ------------------------------------------- | --------------------------- | -------------- | -------------------------------------- |
| 48           | Polldammer Wasserlauf | Kontrollschacht                             | 54° 46′ 23″ N, 9° 35′ 31″ O | 0              | Beginn des Wasserkörpers               |
| 48           | Polldammer Wasserlauf | Rohrleitung ⌀ 0,15 m                        | 54° 46′ 27″ N, 9° 35′ 25″ O | 0,16371        | ohne Gewässereigenschaft               |
| 48           | Polldammer Wasserlauf | Rohrleitung ⌀ 0,5 m                         | 54° 46′ 28″ N, 9° 34′ 2″ O  | 1,7721         | Wasserlauf ab hier oberirdisch         |
| 48           | Polldammer Wasserlauf | Graben, 2 m tief, mittlere Sohlbreite 0,6 m | 54° 46′ 39″ N, 9° 33′ 46″ O | 2,31346        | Wasserlauf ab hier in Rohrleitung      |
| 48           | Polldammer Wasserlauf | Rohrleitung ⌀ 0,6 m                         | 54° 46′ 39″ N, 9° 33′ 41″ O | 2,41130        | Wasserlauf ab hier oberirdisch         |
| 48           | Polldammer Wasserlauf | Graben, 2 m tief, mittlere Sohlbreite 1,5 m | 54° 47′ 38″ N, 9° 32′ 47″ O | 5,07           | Mündung in die Munkbrarupau            |
| 30           | Munkbrarupau          | Graben, 2 m tief, mittlere Sohlbreite 1,5 m | 54° 48′ 12″ N, 9° 33′ 27″ O | 6,65           | Ende des Wasserkörpers Munkbrarupau OL |

Dieser Wasserkörper verläuft in einem künstlich begradigtem kanalartigem Bachbett oder unterirdisch in den Drainagesystemen der landwirtschaftlichen Nutzflächen und hat eine Länge von 6,5 km Länge.

### Munkbrarupau Unterlauf (UL)
Der Wasserkörper Munkbrarupau UL der Munkbrarupau beginnt nach der Unterquerung der L 268 in einer Wiese am Fuße des Mühlberges der Windmühle „Hoffnung“ und endet mit der Mündung in die Schwennau. Er hat eine Länge von 6 km.
| Gewässer-Nr. | Gewässername                      | Anlagenart                                   | Lage Länge / Breite         | Lauflänge [km] | Bemerkung                                         |
| ------------ | --------------------------------- | -------------------------------------------- | --------------------------- | -------------- | ------------------------------------------------- |
| 30           | Munkbrarupau                      | Graben, 2 m tief, mittlere Sohlbreite 1,5 m, | 54° 48′ 12″ N, 9° 33′ 27″ O | 0              | Beginn des Wasserkörpers                          |
| 30           | Munkbrarupau                      | Einschnitttiefe 0,6 m, mittlere Solbeite 3 m | 54° 49′ 24″ N, 9° 34′ 10″ O | 3,2            | Eintritt in den Mühlenteich                       |
| 30           | Mühlenteich (Rüder See)           | angestauter Teich                            | 54° 49′ 50″ N, 9° 32′ 44″ O | 5,03           | Austritt aus dem Mühlenteich                      |
| 30           | Munkbrarupau                      | Rohrleitung                                  | 54° 49′ 51″ N, 9° 32′ 43″ O | 5,18           | Eintritt in den Schlossteich Glücksburger Schloss |
| 30           | Schlossteich Glücksburger Schloss | angestauter Teich                            | 54° 49′ 51″ N, 9° 32′ 27″ O | 5,75           | Austritt aus dem Schlossteich                     |
| 30           | Munkbrarupau                      | Graben, 2 m tief, mittlere Solbeite 1,5 m    | 54° 50′ 9″ N, 9° 32′ 16″ O  | 5,98           | Mündung in die Schwennau                          |

## Gewässerökologie und -chemie

### Munkbrarupau Oberlauf (OL)
Der Wasserkörpersteckbrief der Bundesanstalt für Gewässerkunde (BfG) weist den Wasserkörper  Munkbrarupau OL als „erheblich verändert“ aus. Sein ökologisches Potenzial wird als „mäßig / schlechter als gut“ und sein chemischer Zustand wegen erhöhter Quecksilber- und Nitratgehalte als „nicht gut“ bewertet. Östlich der Unterführung des Polldammer Wasserlaufes an der Straße Ruhnmark befindet sich eine Messstelle für die Nährstoffwerte des Oberflächenwassers mit der Code-Nummer 126520.(Lage) Bis zum Jahre 2027 soll der ökologische und chemische Zustand des Gewässers den Wert „gut“ erreichen. Dies soll mit Maßnahmen zur Herstellung der Durchgängigkeit für Fische und eine Vitalisierung des Gewässers erreicht werden.

### Munkbrarupau Unterlauf (UL)
Der Wasserkörpersteckbrief der BfG weist den Wasserkörper  Munkbrarupau UL als „natürlich“ aus. Sein ökologischer Zustand wird als „unbefriedigend“ und sein chemischer Zustand wegen erhöhter Quecksilber- und Nitratgehalte als „nicht gut“ bewertet. Es gibt drei nicht näher beschriebene operative Messstellen. Bis zum Jahre 2027 soll der ökologische und chemische Zustand des Gewässers den Wert „gut“ erreichen. Dies soll mit Maßnahmen zur Herstellung der Durchgängigkeit für Fische und eine Vitalisierung des Gewässers erreicht werden.

## Kultur und Tourismus

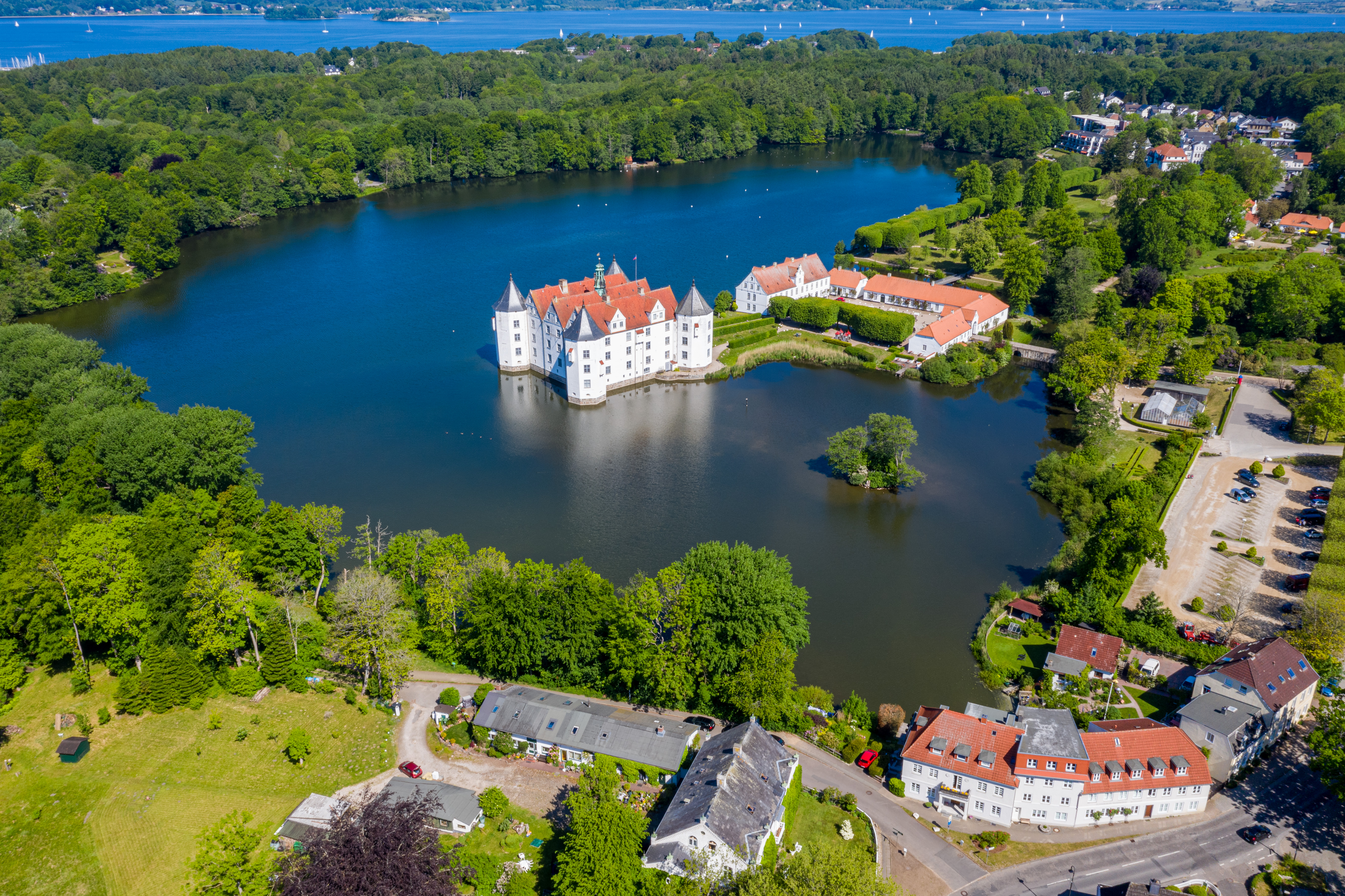
Bild 2: Schloss Glücksburg

Der Oberlauf der Munkbrarupau befindet sich weitgehend als Rohrleitung unter der Erde. Die offenen oberirdischen Verläufe sind für Besucher nur punktuell an Brücken und Straßendurchführungen sichtbar. Es gibt keine Wanderwege am Ufer, wie sie bei größeren Flüssen in Form zum Beispiel von Leinpfaden üblich sind. Lediglich an den beiden aufgestauten Teichen, dem Mühlenteich und dem Glücksburger Schlossteich befinden sich Gehwege an deren Ufern.
Sehenswert ist das Wasserschloss Glücksburg mitten im Schlossteich gelegen. Schloss und Schlosspark mit Teich sind tagsüber öffentlich zugänglich. Das Schlossmuseum kann zu den Öffnungszeiten gegen Eintrittsgebühr besichtigt werden.

## Infrastruktur
Im Bachverlauf gibt es fünf Brückenbauwerke, eine Stauanlage am Mühlenteich und je ein Schöpfwerk am Mühlenteich und am Schlossteich. Letztere erlauben die Teiche bei Bedarf abzupumpen. Im Mühlenteich kann das Wasser in einen Kanal gepumpt werden, der in die Schwennau mündet. Im Schlossteich ist das Pumpwerk am Überlauf der Munkbrarupau angesiedelt.